# Ordus tribrachiatus
Ordus tribrachiatus är en svampart som beskrevs av K. Ando & Tubaki 1983. Ordus tribrachiatus ingår i släktet Ordus, divisionen sporsäcksvampar och riket svampar.   Inga underarter finns listade i Catalogue of Life.